# Stadion Paide Ühisgümnaasiumi
Stadion Paide Ühisgümnaasiumi (est. Paide Ühisgümnaasiumi staadion) je višenamjenski stadion u Paideu, Estonija. On se trenutačno koristi uglavnom za nogometne utakmice i dom je nogometnog kluba Paide Linnameeskond. Stadion ima kapacitet od 268 sjedećih mjesta.